# Stanton Coit
Stanton Coit (* 1857 in Columbus, Ohio; † 1944) war ein US-amerikanischer Menschenrechtler. Er setzte sich für die Bewegung der Freidenker im Vereinigten Königreich ein.

## Leben
Coit studierte am Amherst College, der Columbia University und der Humboldt-Universität Berlin, wo er seinen Doktortitel erwarb. Als Mitstreiter Felix Adlers war er in der Society for Ethical Culture aktiv. Im Jahr 1888 ging er nach London und wurde für die auch heute noch für den säkularen Humanismus eintretende South Place Ethical Society aktiv. Er wurde Präsident der West London Ethical Society und kandidierte in der Labour Party für das britische Parlament. Er war Herausgeber des International Journal of Ethics (1893–1905) und stellte folgende Werke zusammen: The Message of Man: A Book of Ethical Scriptures (1902), Ethical Hymn Book (1905), Responsive Services (1911) und Social Worship (1913). Auch übersetzte er ethische Werke von Gizycki.

## Werke (Auswahl)
- Die ethische Bewegung in der Religion (1890)
- National Idealism and a State Church (1907)
- National Idealism and the Book of Common Prayer (1908)
- Woman in Church and State (1910)
- The Soul of America (1913)